# Летичівський замок
Лети́чівський замок — замок в селищі міського типу Летичеві — центрі Летичівського району на сході Хмельницької області України.

## Історія замку
Вважається, що 1362 року литовські князі Коріятовичі будують в Летичеві замок. Як виглядала та первісна твердиня, невідомо, але можна здогадатися: навряд чи місцевий форпост сильно відрізнявся від інших подільських замків тих часів — дерев'яні стіни, земляний вал і глибокий рів, що наповнювався водою з річки. Типовий проєкт Середньовіччя.
1466 — король Польщі Казимир IV Ягеллончик надає Летичеву магдебурзьке право, а місто згадується як опорний пункт на шляху до Вінниці.

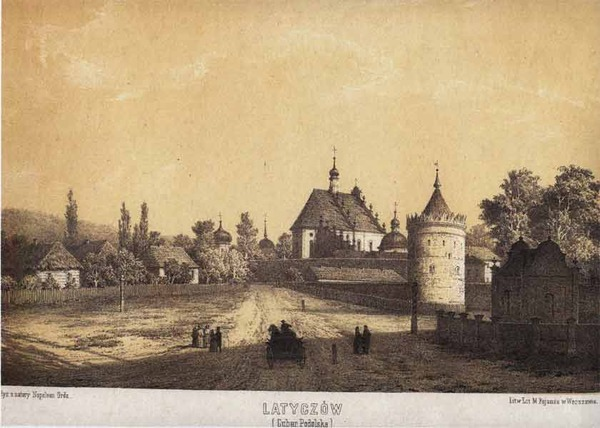
Літографія Наполеона Орди

1579 року староста кам'янецький Ян Потоцький за наказом уряду починає перебудову дерев‘яно-земляного замку на кам'яний. Чи точна ця дата — зараз важко сказати (в коментарях до відомої серії гравюр білорусько-польського художника XIX століття Наполеона Орди названа інша дата побудови фортеці: 1598 рік). Можливо, замок почали будувати в 1579-му, а закінчили лише за 19 років, адже посол короля Рудольфа II Еріх Лясота, який добирався 1594 року до Києва, записав у своєму щоденнику, що в Летичеві на річці Вовк бачив замок Потоцького.

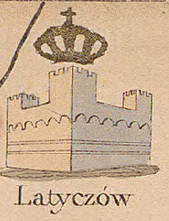
Летичівський замок на мапі Зигмунда Герстмана

До наших днів збереглися рештки тої споруди, які репрезентують військову архітектуру Великого князівства Литовського, а саме — замкові стіни по всьому периметру та одна башта, що її залишки можна спостерігати прямуючи трасою Вінниця — Хмельницький. Велике прямокутне подвір‘я оточували високі кам‘яні стіни з амбразурами, чотирма круглими по кутах та чотирикутною в'їзною вежами. З боку міста замок захищав земляний вал з частоколом. Між стінами замку та валом проходив глибокий рів з водою. Саме такою фортеця зображена на першому своєму «портреті» — мапі французького військового інженера Ґійома де Боплана. Форпост оточений двома ставками з греблею та ще одною греблею на Південнім Бузі. 
1606 року кам'янецький єпископ РКЦ Павел Волуцький будує на території замку домініканський монастир на місці попередника — дерев'яного костелу, який згадувався з середини XVI століття (закінчили у 1638 році). В костелі розміщують орган, що згадується в 1637 році. 1720 — збудовано дзвіницю костелу.
Місто 1601 року отримало статус повітового центру, а отже, було немалим. За Хмельниччини летичівські околиці належали до території, яку спочатку контролював козацький гетьман, а після підписання перемир'я (лютий 1649 року) — Річ Посполита. 1672 — край займають турки. Переходячи з рук в руки, поступово місто занепадає.
«Кур'єр Польський» за 1737 рік згадує про загони гайдамаків. 1750 року повстанці захопили місто, яке на той час встало з колін руїни, виросло та збагатилось. За свідченнями Баал Шем Това, десь в той же рік в місті починають оселятися перші євреї. 1765 р. Летичів згадується як квітуче місто. У 1780-ті роки — жило близько 800 євреїв.
Внаслідок другого поділу Речі Посполитої 1793 року Летичів було приєднано до Російської імперії. Російський цар Микола I наказав закрити монастир як неправославний.

## XIX—XX століття

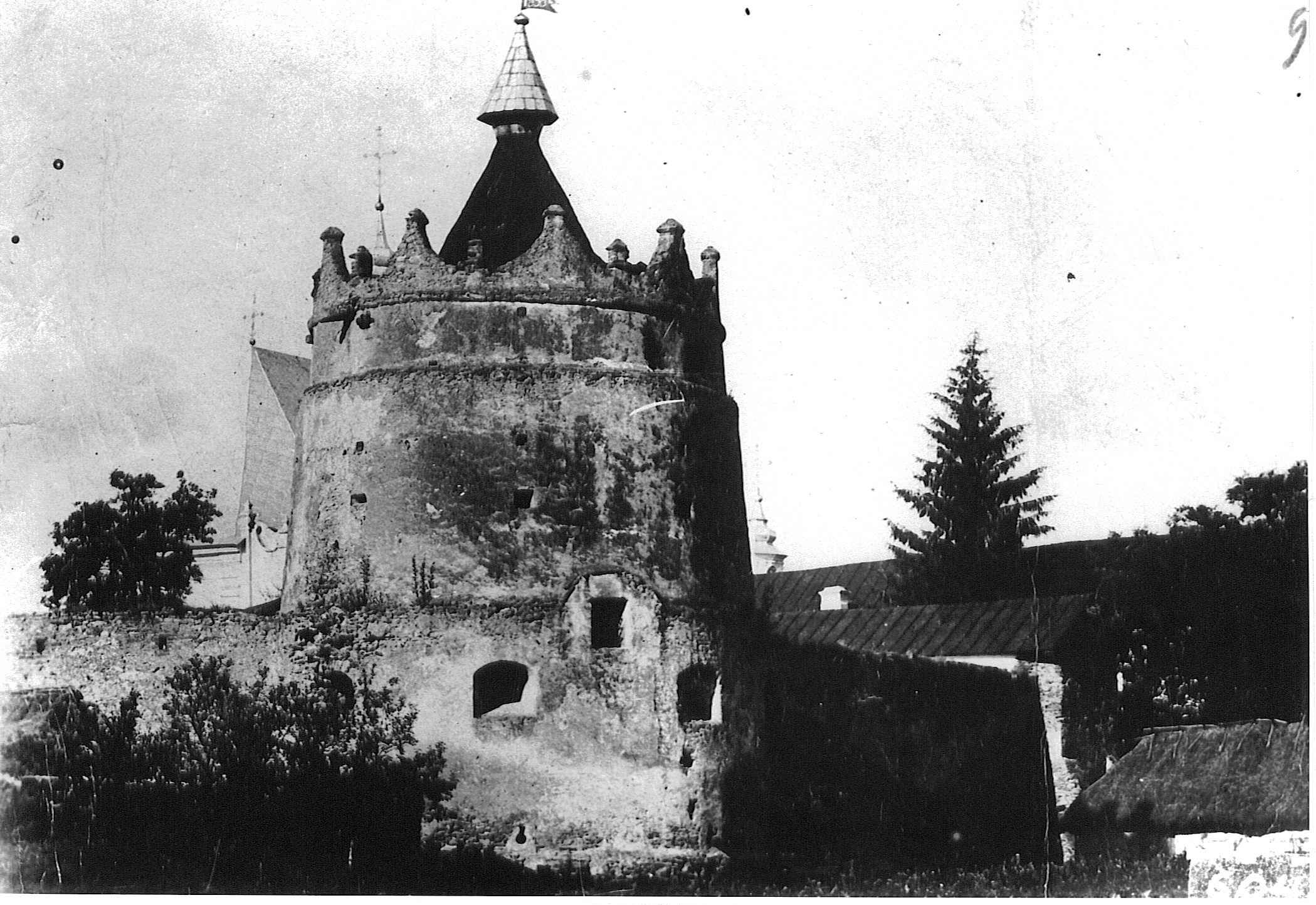
Летичівський замок у 1917 році

1830-ті: місто — один із центрів повстання, очолюваного Устимом Кармалюком. Кармелюк похований в Летичеві, біля вежі в 1974 р. звели 5-ти метровий пам'ятник Кармалюкові.
В ті часи єврейське населення значно зросло — В 1897 році тут жило близько 4100 євреїв (60 % від усього населення). Час від часу в місті прокочувалися єврейські погроми, зокрема, в 1882 р., під час більшовицької революції 1917 року і громадянської війни.

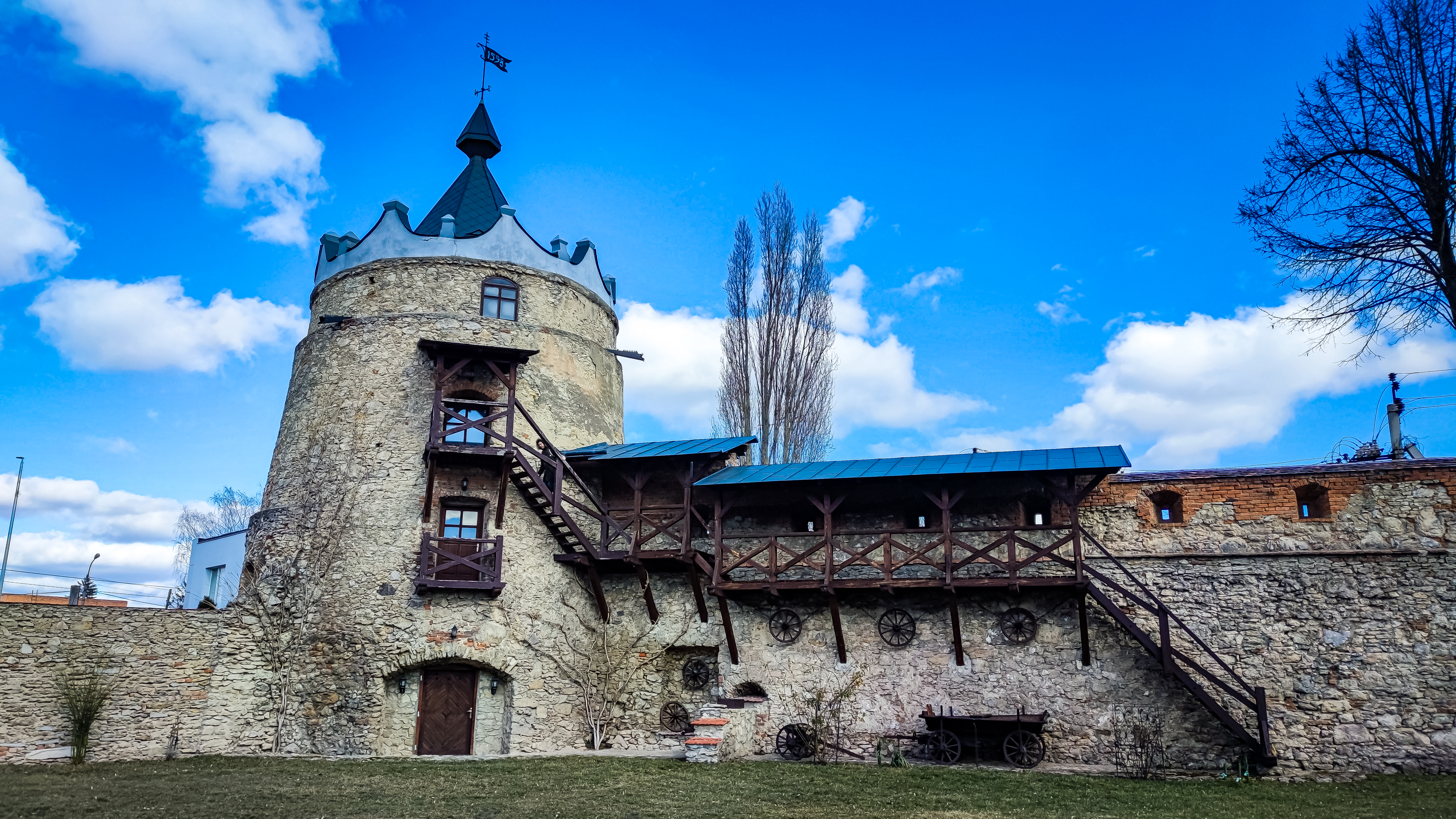
Мури з баштою (мур.), Летичів, вул. 50-річчя Жовтня, 10

17 липня 1941 року Летичів окупований німецькими військами. Вони влаштували єврейське гетто а у замку концтабір де тримали євреїв міста та інших полонених. Наприкінці 1942 року біля передмістя Залетичівки було вбито близько 7200 мешканців гетто. 23 березня 1944 року визволено військами Другого Українського фронту радянської армії. Біля вежі на мурах висить меморіальна дошка на честь загиблих в таборі радянським воїнам. За радянських часів пропонувалося знести залишки вежі, але, на щастя, дана ідея не була реалізована.

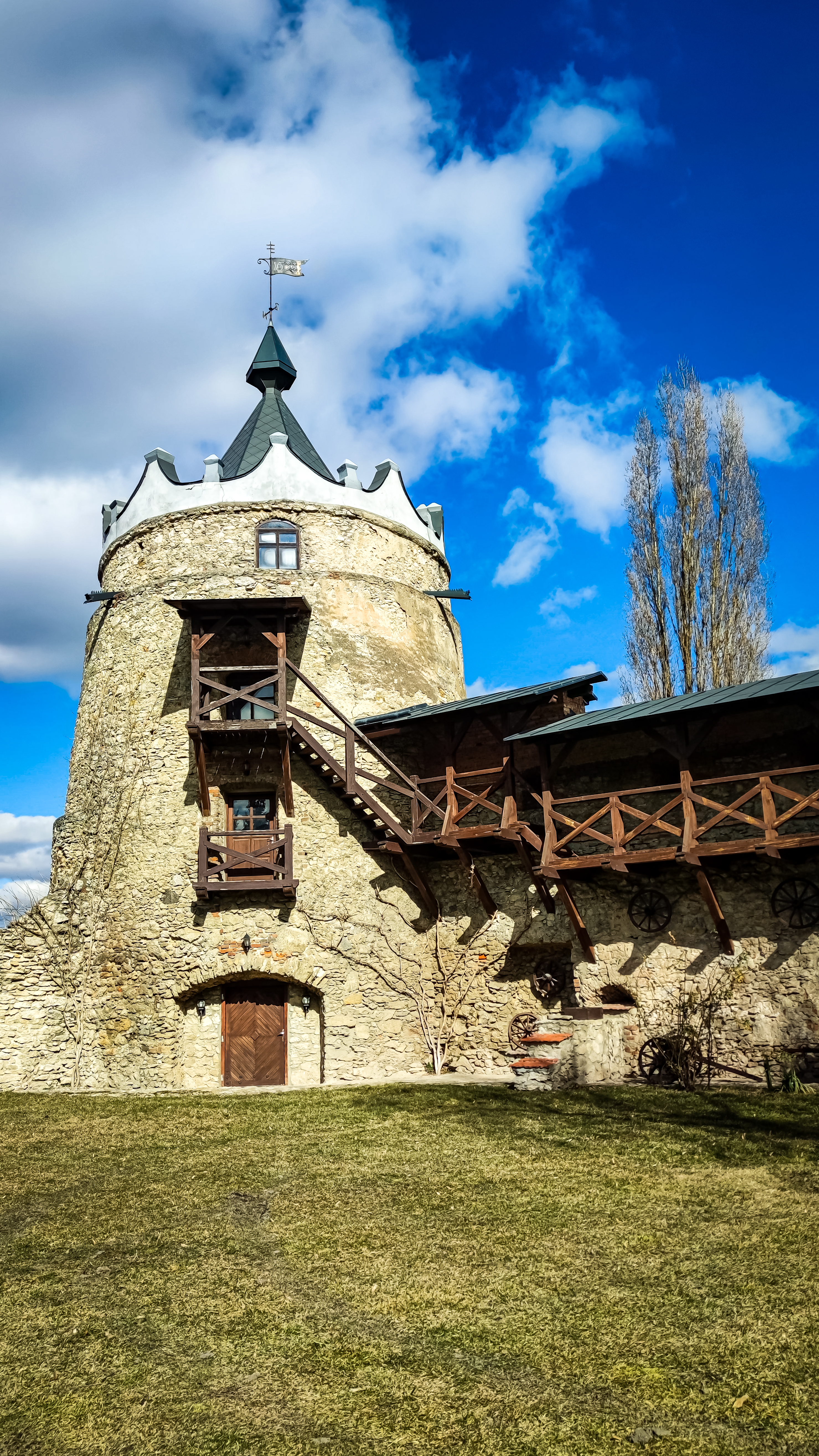
Мури з баштою (мур.), Летичів, вул. 50-річчя Жовтня, 10

## Галерея

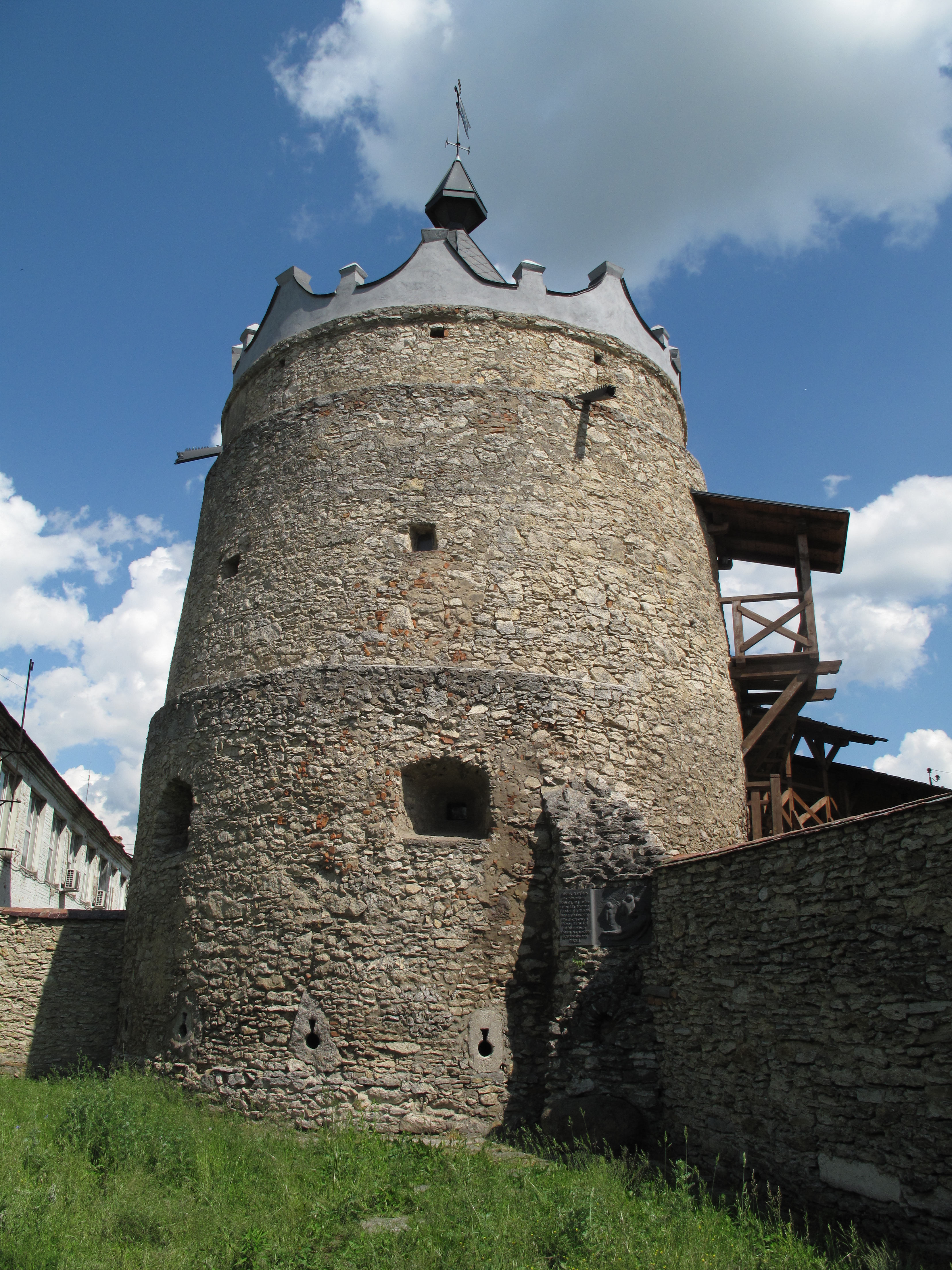
Летичівський замок у 2016 році
Пам'ятник Кармалюку в Летичеві
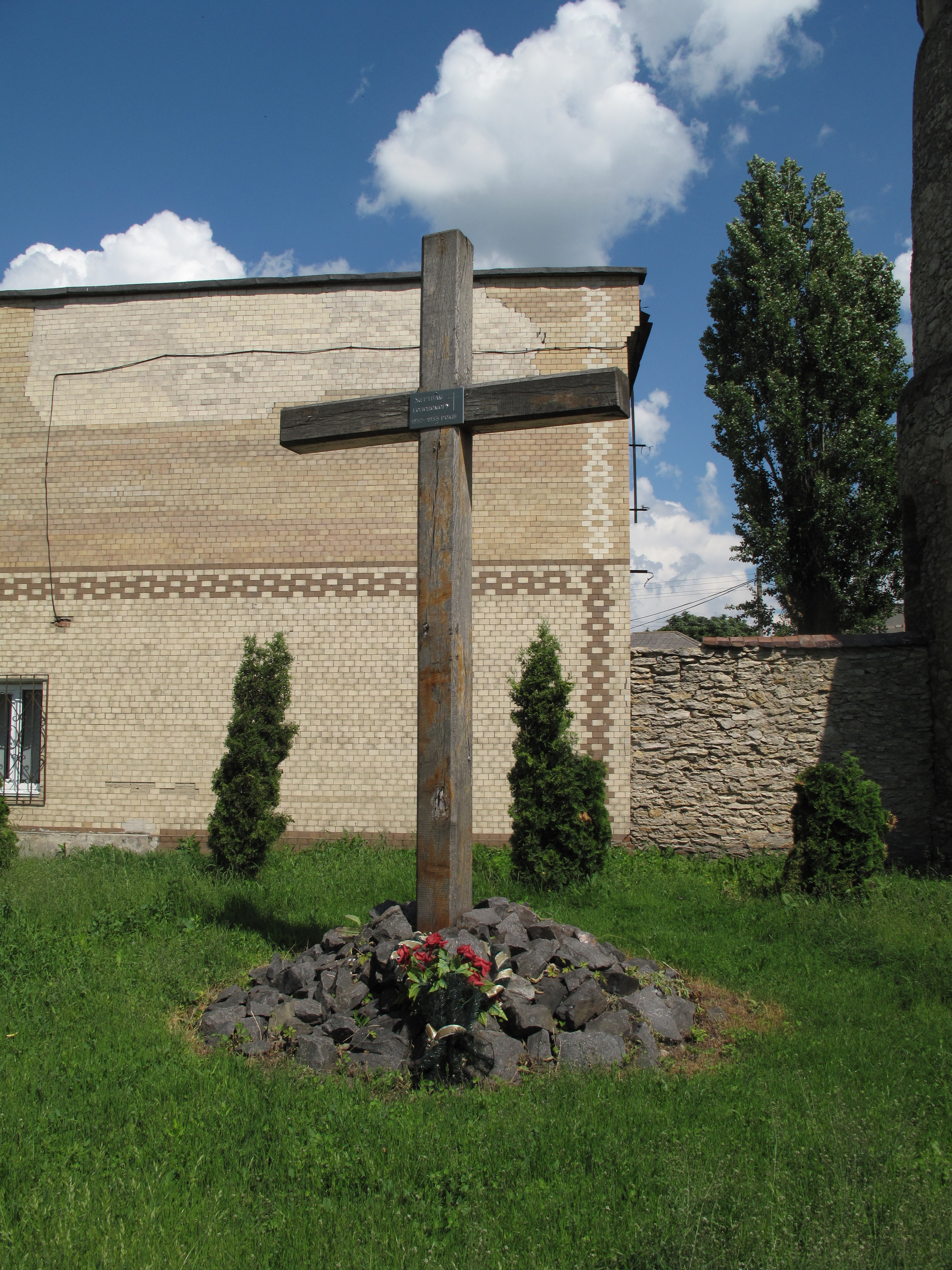
Пам'ятний хрест жертвам Голодомору біля Летичівського замку
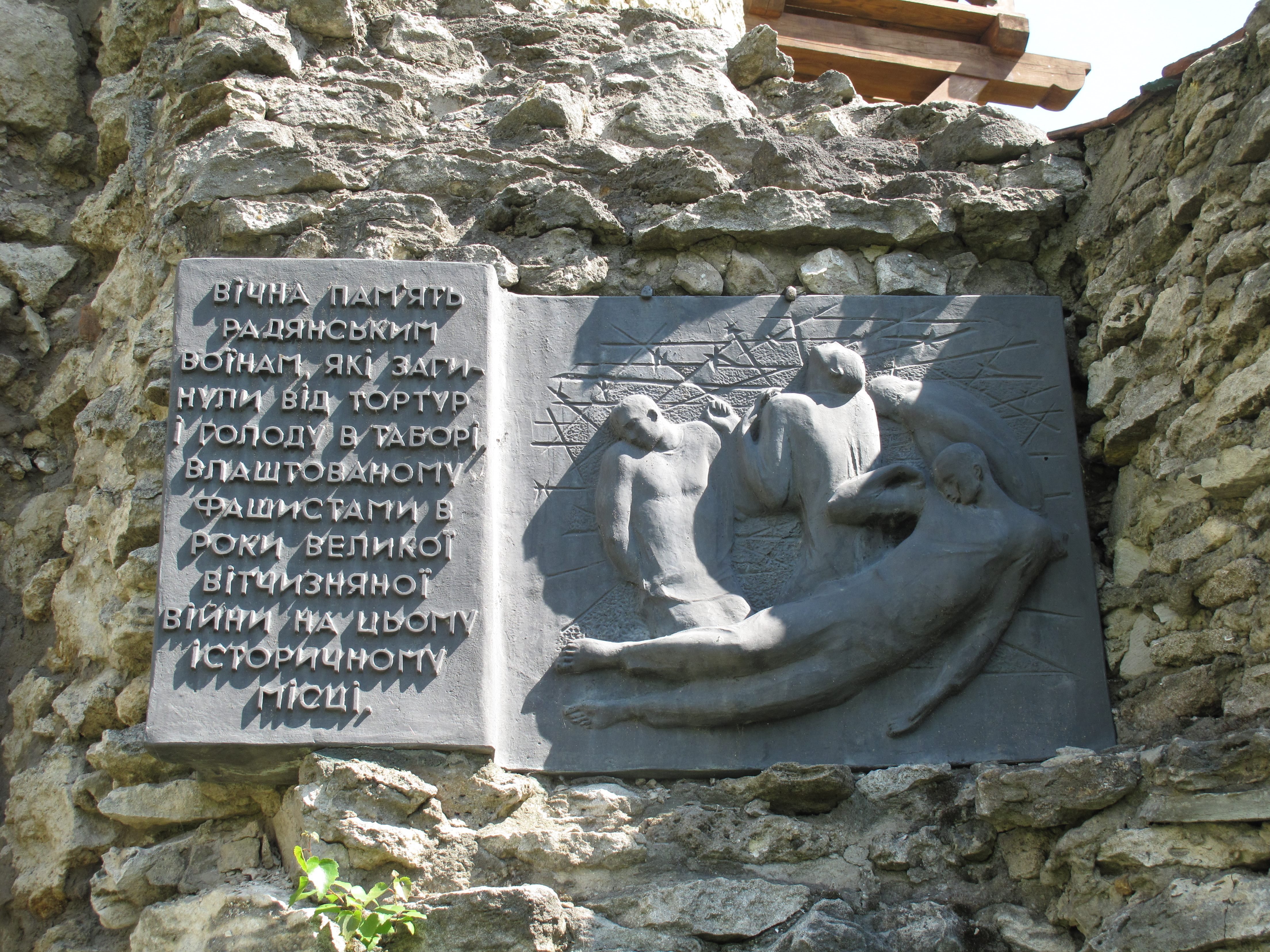
Меморіальна табличка радянським воїнам на башті Летичівського замку